# Classica di Amburgo 2011
La Classica di Amburgo 2011 (ufficialmente Vattenfall Cyclassics per motivi di sponsorizzazione), sedicesima edizione della corsa, valevole come ventesimo evento dell'UCI World Tour, si svolse il 21 agosto 2011 su un percorso di 216,4 km. Fu vinta dal norvegese Edvald Boasson Hagen, che terminò la gara in 4h 40' 40".

## Percorso
Il percorso dell'edizione 2011 ha previsto un lungo giro attraverso la campagna attorno Amburgo, per poi affrontare il classico circuito con l'ascesa del Waseberg.

## Squadre e corridori partecipanti
Al via si sono presentate le diciotto squadre del circuito UCI ProTour. Invitate fra le squadre continentali sono l'olandese Skil-Shimano, la tedesca Team NetApp e la polacca CCC Polsat-Polkowice.
| N.      | Cod. | Squadra               |
| ------- | ---- | --------------------- |
| 1-8     | GRM  | Team Garmin-Cervélo   |
| 11-18   | SKY  | Sky Procycling        |
| 21-28   | OLO  | Omega Pharma-Lotto    |
| 31-38   | LEO  | Team Leopard-Trek     |
| 41-48   | BMC  | BMC Racing Team       |
| 51-58   | THR  | HTC-Highroad          |
| 61-68   | LAM  | Lampre-ISD            |
| 71-78   | SBS  | Saxo Bank-Sungard     |
| 81-88   | RSH  | Team RadioShack       |
| 91-98   | LIQ  | Liquigas-Cannondale   |
| 101-108 | RAB  | Rabobank Cycling Team |

| N.      | Cod. | Squadra                |
| ------- | ---- | ---------------------- |
| 111-118 | KAT  | Katusha Team           |
| 121-128 | EUS  | Euskaltel-Euskadi      |
| 131-138 | AST  | Pro Team Astana        |
| 141-148 | MOV  | Movistar Team          |
| 151-158 | ALM  | AG2R La Mondiale       |
| 161-168 | QST  | Quickstep Cycling Team |
| 171-178 | VCD  | Vacansoleil-DCM        |
| 181-188 | SKS  | Skil-Shimano           |
| 191-198 | CCC  | CCC Polsat-Polkowice   |
| 201-208 | APP  | Team NetApp            |

## Ordine d'arrivo (Top 10)

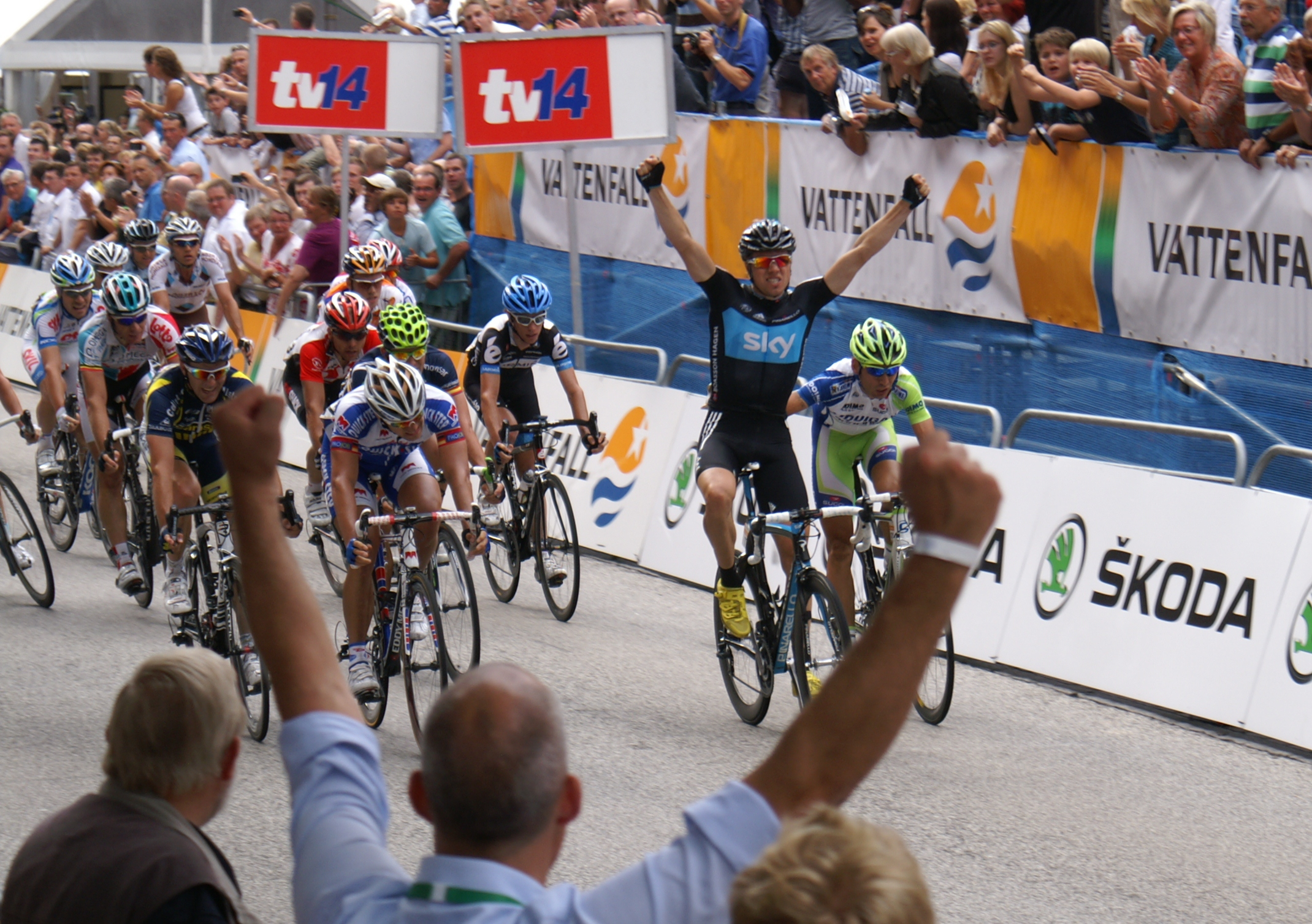
Edvald Boasson Hagen taglia il traguardo da vincitore

| Pos. | Corridore            | Squadra        | Tempo    |
| ---- | -------------------- | -------------- | -------- |
| 1    | Edvald Boasson Hagen | Sky Procycling | 4h40'40" |
| 2    | Gerald Ciolek        | Quickstep      | s.t.     |
| 3    | Borut Božič          | Vacansoleil    | s.t.     |
| 4    | Simone Ponzi         | Liquigas       | s.t.     |
| 5    | José Joaquín Rojas   | Movistar Team  | s.t.     |
| 6    | Jürgen Roelandts     | Omega Pharma   | s.t.     |
| 7    | Simon Clarke         | Astana         | s.t.     |
| 8    | Manuel Cardoso       | RadioShack     | s.t.     |
| 9    | Grega Bole           | Lampre-ISD     | s.t.     |
| 10   | Michel Kreder        | Garmin         | s.t.     |

## Punteggi UCI
| Pos. | Corridore            | Squadra        | Punti |
| ---- | -------------------- | -------------- | ----- |
| 1    | Edvald Boasson Hagen | Sky Procycling | 80    |
| 2    | Gerald Ciolek        | Quickstep      | 60    |
| 3    | Borut Božič          | Vacansoleil    | 50    |
| 4    | Simone Ponzi         | Liquigas       | 40    |
| 5    | José Joaquín Rojas   | Movistar Team  | 30    |
| 6    | Jürgen Roelandts     | Omega Pharma   | 22    |
| 7    | Simon Clarke         | Astana         | 14    |
| 8    | Manuel Cardoso       | RadioShack     | 10    |
| 9    | Grega Bole           | Lampre-ISD     | 6     |
| 10   | Michel Kreder        | Garmin         | 2     |

| Pos. | Squadra                | Punti |
| ---- | ---------------------- | ----- |
| 1    | Sky Procycling         | 80    |
| 2    | Quickstep Cycling Team | 60    |
| 3    | Vacansoleil-DCM        | 50    |
| 4    | Liquigas-Cannondale    | 40    |
| 5    | Movistar Team          | 30    |
| 6    | Omega Pharma-Lotto     | 22    |
| 7    | Pro Team Astana        | 14    |
| 9    | Team RadioShack        | 10    |
| 8    | Lampre-ISD             | 6     |
| 10   | Team Garmin-Cervélo    | 2     |

| Pos. | Squadra     | Punti |
| ---- | ----------- | ----- |
| 1    | Norvegia    | 80    |
| 2    | Germania    | 60    |
| 3    | Slovenia    | 56    |
| 4    | Italia      | 46    |
| 5    | Spagna      | 30    |
| 6    | Belgio      | 22    |
| 7    | Australia   | 14    |
| 8    | Portogallo  | 10    |
| 9    | Paesi Bassi | 2     |